# Греки в Казахстані
Греки в Казахстані є однією з національних меншин. Основна маса складається переважно з нащадків понтійських греків, депортованих із Криму, Кавказу і південній Росії у період з 1944 по 1950 рік.

## Історія
До 40-х років XX століття у Казахстані була невелика грецька діаспора, так, у 1926 році в Казахстані проживало всього 157 греків. Виселення греків до Казахстану почалося 2 червня 1944 року, коли 5984 грека були депортовані із Криму. У червні 1949 року, лютому 1950 року, липні 1950 року греки були депортовані з Грузинської РСР, Вірменської РСР і з Північного Кавказу. Загальна кількість депортованих склала близько 60 000 чоловік.

## Сучасний стан
За даними перепису населення СРСР у 1989 році у Казахстані проживало 46 746 греків, але після розпаду СРСР міграція греків із Казахстану збільшилася. Уже в 1999 році у Казахстані проживало 12 703 етнічних греків. Наразі в Казахстані існує 17 грецьких громад, у яких налічується 8 819 осіб. Разом із греками Киргизстану вони створили Федерацію грецьких спільнот Казахстану та Киргизстану — «FILIA» (грец. φιλία, що означає грецькою Дружба). Федерація видає газету, організовує фольклорні заходи і допомагає у вивченні грецької мови та культури.

## Чисельність
| Рік  | % від усього населення | Чисельність |
| ---- | ---------------------- | ----------- |
| 1926 | 0.00                   | 157         |
| 1939 | 0.02                   | 1 374       |
| 1959 | 0.60                   | 55 543      |
| 1970 | 0.31                   | 39 241      |
| 1979 | 0.34                   | 49 930      |
| 1989 | 0.28                   | 46 746      |
| 1999 | 0.08                   | 12 703      |
| 2009 | 0.06                   | 8 846       |
| 2014 | 0.05                   | 8 819       |